# Dorysthetus surinamensis
Dorysthetus surinamensis är en skalbaggsart som beskrevs av Ohaus 1905. Dorysthetus surinamensis ingår i släktet Dorysthetus och familjen Rutelidae. Inga underarter finns listade i Catalogue of Life.